# Гаганова, Валентина Ивановна
Валентина Ивановна Гаганова (3 января 1932 — 25 октября 2010) — бригадир прядильной фабрики Вышневолоцкого хлопчатобумажного комбината. Член ЦК КПСС (1961—1971). Герой Социалистического Труда (1959).
На Вышневолоцком хлопчатобумажном комбинате Валентина Ивановна прошла путь от ученицы до заместителя директора. Проработала на комбинате на рабочей должности 25 лет и ещё 13 лет мастером в цехе.

## Биография
Родилась 3 января 1932 года в деревне Цирибушево ныне Спировского района Тверской области.
Отец погиб под Ржевом, и Валентина, вторая по возрасту в семье, помогала матери поднимать пятерых братьев и сестер. В 1946 году окончила Спировскую железнодорожную школу.
Затем уехала к тёте в город Ковров (Владимирская область), здесь получила специальность токаря, начала работать на оружейном заводе. Девочке ещё не было 15 лет. Маме была нужна помощь дома, и она написала письмо в Наркомат вооружений. Валентине дали на работе расчёт, и она вернулась в деревню.
В 1949 году уехала в город Вышний Волочёк и пошла на ткацкую фабрику съёмщицей пряжи. Вскоре молодую инициативную ткачиху избрали группкомсоргом, потом секретарём комсомольской организации смены. Назначили бригадиром комсомольско-молодёжной бригады, организованной из выпускниц фабрично-заводского училища. Бригада Валентины Гагановой догнала передовые бригады и начала соревнование за увеличение коэффициента полезного времени в использовании прядильных машин. Гаганова стала зрелым, уверенным в своих силах человеком. Вступила в партию.
В 1958 году, выполняя решения парткома, перешла в отстающую бригаду. Используя свой опыт, авторитет и умение работать с людьми, грамотно и по-новому организовала работу в бригаде и в короткие сроки вывела её в передовые. Новый почин Гагановой пришёлся по душе текстильщикам. Её примеру последовали многие: сначала у себя на фабрике, потом на комбинате, на предприятиях Вышнего Волочка и всего Верхневолжья — инициатива перехода передовиков производства на отстающие участки, чтобы поднять их до уровня передовых.
В 1967 году Гаганова окончила вечерний текстильный техникум. Последние годы трудового пути была заместителем директора комбината, возглавляла БРИЗ (рационализаторское бюро).
Активно участвовала в общественной жизни. На XXII и XXIII съездах КПСС избиралась членом ЦК КПСС. Депутат Верховного Совета СССР шестого созыва. После выхода на пенсию была членом президиума Вышневолоцкого совета ветеранов Великой Отечественной войны и труда.

## Награды и звания
- Указом Президиума Верховного Совета СССР от 8 июля 1959 года «за самоотверженный личный пример беззаветного служения интересам советского общества, выразившийся в добровольном переходе из передовой бригады с более высокой оплатой труда в отстающую и поднятии её до уровня передовой, за выдающийся почин, имеющий большое значение для дальнейшего роста великого движения за коммунистическое отношение к труду» Гагановой Валентине Ивановне присвоено звание Героя Социалистического Труда с вручением ордена Ленина и золотой медали «Серп и Молот».
- Награждена орденами Ленина (01.04.1970), Октябрьской Революции, «Знак Почёта», российским орденом Почёта (07.01.1999), медалями, в том числе двумя «За трудовую доблесть».
- Заслуженный работник текстильной промышленности СССР (1959).
- Почётный гражданин города Вышний Волочёк (1997).
- Почётный гражданин Спировского района Тверской области (2003).

## В литературе
Была упомянута в песне Владимира Высоцкого «Случай на шахте» в качестве передовика производства:
Сидели пили вразнобой

«Мадеру», «старку», «зверобой»,

И вдруг нас всех зовут в забой, до одного:

У нас - стахановец, гагановец,

Загладовец, - и надо ведь,

Чтоб завалило именно его.

Михаил Восленский «НОМЕНКЛАТУРА
Господствующий класс Советского Союза»
«Существует и доныне практика включать нескольких рабочих напоказ в состав ЦК.
Мне приходилось иметь дело с некоторыми из них, например, с Валентиной Гагановой. Они — типичные представители рабочей аристократии, которых избирают в президиумы и посылают в составе делегаций, но никакого влияния в ЦК эти профессиональные подставные лица не имеют, отлично это понимают и знают свое место».